# Oreoglanis nakasathiani
Oreoglanis nakasathiani är en fiskart som beskrevs av Vidthayanon, Saenjundaeng och Ng 2009. Oreoglanis nakasathiani ingår i släktet Oreoglanis och familjen Sisoridae. IUCN kategoriserar arten globalt som otillräckligt studerad. Inga underarter finns listade i Catalogue of Life.